# Красный Аксай (остановочный пункт)
Красный Аксай — железнодорожная станция Ростовского региона Северо-Кавказской железной дороги, находящаяся в черте города Ростова-на-Дону.
Остановочный пункт расположен в Пролетарском районе города. Ранее это был выход на завод сельскохозяйственного машиностроения «Красный Аксай». В настоящее время на этой территории построен жилищный комплекс «Красный Аксай».
Остановка электропоездов.